# Kongeriget Mallorca
Kongeriget Mallorca (catalansk: Regne de Mallorca, [ˈreŋnə ðə məˈʎɔrkə]?; spansk: Reino de Mallorca; latin: Regnum Maioricae) omfattede Balearerne og spredte områder i det nordøstlige Spanien og det sydlige Frankrig. Det var tæt knyttet til den Aragonske Krone og eksisterede formelt fra 1231 til 1715, men reelt havde det dog kun betydning i perioden 1276 - 1349.

## Geografi
Kongeriget omfattede Balearerne: Mallorca, Menorca (som var under muslimsk styre indtil 1231, hvor øen afgav sin suverænitet til Jakob 1.), Ibiza og Formentera. Kongen var også greve af Roussillon og Cerdanya. Dertil kom områder Jakob I havde i det sydlige Frankrig - herskabet Montpellier, vicegrevskabet Carlat i Auvergne og baroniet Aumelas, som grænsede op til Montpellier.

## Historie
Kongeriget Mallorca blev grundlagt af Jakob 1. af Aragonien, også kendt som Jakob Erobreren. Efter hans førstfødte søn Alfonsos død, skrev han et testamente i 1262, som grundlagde kongeriget for at kunne give det til sin søn Jakob. Denne disposition blev bevaret, selv om Jakob 1. ændrede sit testamente flere gange. Ved hans død i 1276 gik den aragonske krone til hans ældste søn Peter, medens Kongeriget Mallorca gik til Jakob, som regerede under navnet Jakob 2. af Mallorca. Testamentet fastslog også at kongen af Mallorca var den aragonske konges vasal. Titlen vedblev at blive brugt af aragonske og spanske konger indtil opløsningen i 1715 i henhold til Nueva Planta dekreterne.
Kongeriget Mallorca var for Jakob 1. en strategisk stødbuffer mellem to store kongeriger, den Aragonske Krone og Frankrig, som var i stadig konflikt med hinanden. Jakob 1. var bevidste om det nye kongeriges skrøbelighed og han forsøgte at styrke det ved at arrangere et ægteskab mellem sin søn Jakob og datteren af Amadeus 4. af Savoyen, hvilket dog misllykkedes.
Efter Jakob 1.s død besluttede den nye konge af Mallorca, Jakob 2., ikke at betale tribut til den Aragonske Krones nye konge Peter 3. Peter havde til at begynde med vigtigere problemer, men i 1279 måtte Jakob 2. acceptere at være underkastet den Aragonske Krone. Som en konsekvens heraf kunne han ikke holde sit eget hof og han måtte rejse til Catalonien for at betale tribut til Peter 3. Med traktaten i Perpignan blev forholdet mellem Kongeriget Mallorca og den Aragonske Krone afklaret. Den aragonske konge fik den økonomiske og politiske kontrol med Kongeriget Mallorca og genetablerede hermed den Aragonske Krones kontrol, som var blevet ophævet med Jakob 1.s testamente. Manglen på et hof destabiliserede yderligere det allerede svage kongerige, som dermed ikke havde nogen fælles institutioner.
Under det aragonske korstog i 1284 - 1285 allierede Jakob 2. af Mallorca sig med paven og Frankrig mod sin bror Peter af Aragonien. Korstoget endte dog som en fiasko. Peter døde i 1285, men hans efterfølger Alfons erobrede Mallorca i 1286. Ved traktaten i Anagni i 1295 blev Jakob 2. af Aragonien tvunget til at returnere Balearerne til Jakob 2. af Mallorca.
Jakob 2. døde i 1311 og blev efterfulgt af sin søn Sancho 1. der regerede indtil 1324. Ved hans død var hans søn Jakob 3. af Mallorca kun ni år og et regeringsråd styrede kongeriget gennem hans barndom. Situationen var vanskelig, da Jakob 3. af Aragonien stadig gjorde krav på tronen. I 1325 lykkedes det dog regeringsråde, at få den aragonske konge til at frafalde sine krav ved at betale en stor gæld, som Sancho 1. havde opbygget for at finansiere en invasion af Sardinien. Det sikrede Kongeriget Mallorcas eksistens for en tid, men bragte det også ud i en alvorlig økonomisk krise.
Jakob 3. var tvunget til at føre samme udenrigspolitik som Aragonien. Derfor måtte han også deltage i krigen mod Genova (1329-1336), hvilket betød at kongeriget Mallorca mistede vigtige økonomiske markeder. Jakob 3. pålagde det jødiske samfund nye skatter og afgifter, men det var ikke nok til at løse de økonomiske problemer. I 1341 afbrød Peter 4. af Aragonien forbindelserne til Jakob 3. som forspil til en invasion. Den kom i maj 1343, hvor Peter 4. invaderede Balearerne. Året efter invaderede han også Roussillon og Cerdanya. Jakob 3. havde nu kun sine franske besiddelser tilbage, som han solgte til den franske konge i 1349. Han tog herefter med en hær til Mallorca, hvor han blev slået og dræbt i slaget ved Lluchmayor. Herefter blev Kongeriget Mallorcas endeligt inkorporeret i den Aragonske Krone.